# Туромша

Туромша — река в России, протекает в Пронском районе Рязанской области. Левый приток Прони.

## География
Река Туромша берёт начало у деревни Болотово. Течёт на запад. Устье реки находится в 160 км по левому берегу реки Проня. Длина реки составляет 11 км.
На реке расположены деревни Филимоново и Красное.

## Данные водного реестра
По данным государственного водного реестра России относится к Окскому бассейновому округу, водохозяйственный участок реки — Проня от истока и до устья, речной подбассейн реки — Бассейны притоков Оки до впадения Мокши. Речной бассейн реки — Ока.
По данным геоинформационной системы водохозяйственного районирования территории РФ, подготовленной Федеральным агентством водных ресурсов:
- Код водного объекта в государственном водном реестре — 09010102112110000025363
- Код по гидрологической изученности (ГИ) — 110002536
- Код бассейна — 09.01.01.021
- Номер тома по ГИ — 10
- Выпуск по ГИ — 0